# Pagersari (Bergas)
Pagersari is een bestuurslaag in het regentschap Semarang van de provincie Midden-Java, Indonesië. Pagersari telt 4015 inwoners (volkstelling 2010).